# Fonction parité
La fonction parité est une fonction booléenne. La sortie vaut 1, si et seulement si, le nombre de 1 dans l'entrée est impair. Un cas particulier est la fonction parité avec deux entrées, qui est connue sous le nom de XOR. Cette fonction est centrale dans l'étude des circuits booléens. Le résultat est parfois appelé bit de parité.

## Circuits booléens
La fonction parité un exemple de fonction qui n'est pas dans la classe de complexité nommée AC0. Ceci a été démontré par Furst, Saxe et Sipser, et indépendamment à Miklós Ajtai.